# Sonet 105 (William Szekspir)

Let not my love be call’d idolatry,

Nor my beloved as an idol show,

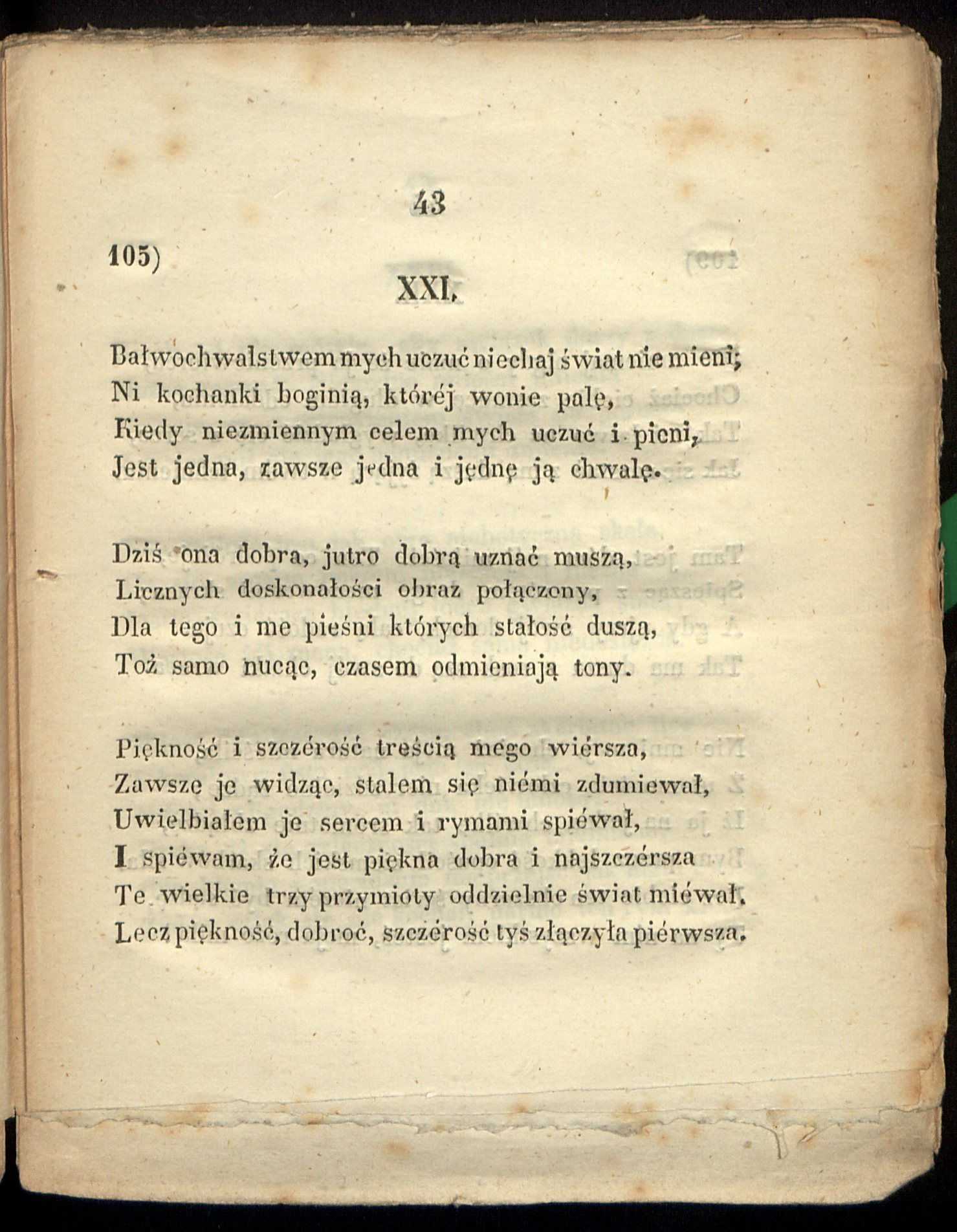
Pierwszy przekład sonetu 105 na język polski przez Konstantego Piotrowskiego z 1850 roku.

Since all alike my songs and praises be

To one, of one, still such, and ever so.

Kind is my love to-day, to-morrow kind,

Still constant in a wondrous excellence;

Therefore my verse to constancy confin’d,

One thing expressing, leaves out difference.

“Fair, kind and true,” is all my argument,

“Fair, kind, and true,” varying to other words;

And in this change is my invention spent,

Three themes in one, which wondrous scope affords.

“Fair, kind, and true,” have often liv’d alone,

Which three till now never kept seat in one.

Nie bałwochwalstwem miłość ma być zwana

I nie bożyszczem mój umiłowany.

Że wciąż o jednem śpiewam i wciąż pana

Wielbię jednego bez żadnej odmiany.

Miłość ma dobra dziś i dobra będzie

Jutro i stała jest w przecudnej mierze,

Więc wiersz mój, skazan na stałe orędzie,

Jedno, niechając zmian, w swój zakres bierze:

„Piękny i dobry i wierny“ i dalej

„Piękny i dobry i wierny“ w przemnogi

Wygłaszam sposób: w tym trójgłosie pali

Jeden się wyraz, cudny cel mej drogi,

„Piękny i dobry i wierny“ – trzy słowa

Nie zawsze społem, dziś je spólność chowa.

Sonet 105 (LEt not my loue be cal'd Idolatrie,) – jeden z cyklu 154 sonetów autorstwa Williama Szekspira. Po raz pierwszy został opublikowany w 1609 roku.
Sonety 105, 34, 52 oraz 108 zawierają akcenty religijne, będące na granicy pomiędzy żartem dla wtajemniczonych a bluźnierstwem. 

## Treść
W sonecie tym podmiot liryczny, przez niektórych badaczy utożsamiany z autorem, usprawiedliwia swoje stałe zachwyty nad ukochanym, być może już nużące dla czytelnika. Podmiot liryczny odrzuca zarzut, że jego uwielbienie dla ukochanego jest bluźnierstwem, gdyż jego słowa do młodzieńca mają ten sam czysty charakter jak chrześcijańska modlitwa. 
Odwołaniami religijnymi poza słowem bluźnierstwo jest trzykrotnie powtórzone, w trzech różnych wersach, potrójne określenie Fair, kind, and true  (Piękny, wierny, dobry) będące nawiązaniem do Trójcy Świętej, a także odwołanie w wersie czwartym do Gloria Patri. Określenie Fair, kind, and true zawiera w sobie również nawiązanie do triady platońskiej (Dobro, Piękno, Prawda). Sonet ten jest uważany przez wielu komentatorów za słaby, ze względu na ubogość użytych środków wyrazu poetyckiego.

## Polskie przekłady
| 1850 |  | Bałwochwalstwem mych uczuć niechaj świat nie mieni; |  | Konstanty Piotrowski | [ 15 ] |
| 1911 |  | Nie nazywajcie tego bałwochwalstwem                 |  | Artur Górski         | [ 16 ] |
| 1913 |  | Nie zwijcie miłość bałwochwalstwem moją,            |  | Maria Sułkowska      | [ 17 ] |
| 1922 |  | Nie bałwochwalstwem miłość ma być zwana             |  | Jan Kasprowicz       | [ 4 ]  |
| 1948 |  | Niechaj nikt bałwochwalstwem nie zwie mej miłości   |  | Władysław Tarnawski  | [ 18 ] |
| 1968 |  | Nie mów, że bałwochwalczo kocham i że czynię        |  | Marian Hemar         | [ 19 ] |
| 1979 |  | Niech bałwochwalstwem nie zwą mej miłości           |  | Maciej Słomczyński   | [ 12 ] |
| 2011 |  | Bałwochwalstwem niech mojej miłości nie zowie       |  | Stanisław Barańczak  | [ 7 ]  |
| 2015 |  | Niech bałwochwalstwem nie zwą mej miłości           |  | Ryszard Długołęcki   | [ 20 ] |